# Toporec
Toporec (deutsch Topportz oder Topertz, ungarisch Toporc) ist eine Gemeinde in der Ostslowakei.

## Lage
Sie liegt in der Podtatranská kotlina am Fuße der Zipser Magura am Toporec-Bach, 4 km von Podolínec und 17 km von Kežmarok entfernt.

## Geschichte
Der Ort wurde 1256 erstmals erwähnt. 1297 gab es zwei Orte mit dem Namen Toporec: das „Alte Toporec“ (Antiqua Toprich) und das „Neue Toporec“ (Noua Toprich); das ältere Dorf befand sich an der heutigen Siedlung Pustovec (etwa 4 km nach Nordwesten). Im Laufe der Zeit wurden die zwei Dörfer vereinigt.
Artúr Görgey (1818–1916), ungarischer General während der Revolution von 1848/49, wurde hier geboren.

## Bevölkerung
| Jahr                | 1994 | 2004     | 2014     | 2024    |
| ------------------- | ---- | -------- | -------- | ------- |
| Anzahl der Personen | 1521 | 1695     | 1898     | 2055    |
| Unterschied         |      | +11,43 % | +11,97 % | +8,27 % |

| Jahr                | 2023 | 2024    |
| ------------------- | ---- | ------- |
| Anzahl der Personen | 2039 | 2055    |
| Unterschied         |      | +0,78 % |

## Sehenswürdigkeiten
- frühgotische römisch-katholische Kirche aus den Jahren 1303–26
- barock-klassizistische evangelische Kirche aus den Jahren 1770–80
- Renaissance-Kastell aus den 16./17. Jahrhunderten, 1760 barockisiert
- barock-klassizistisches Kastell aus dem Jahr 1794